# Ljuban rajon
Ljuban rajon (belarusiska: Любанскі раён) är ett distrikt (rajon) i Belarus. Huvudort är Ljuban. Det ligger i voblasten Minsks voblast, i den centrala delen av landet, 130 km söder om huvudstaden Minsk.